# دهستان تنکمان شمالی
دهستان تنکمان شمالی یکی از دهستان‌های شهرستان نظرآباد در استان البرز ایران است. این دهستان در بخش تنکمان قرار دارد و براساس سرشماری مرکز آمار ایران در سال ۱۳۹۰، جمعیت آن ۱۱۵۱۲ نفر (در ۳۱۲۹ خانوار) بوده‌است.
مرکز این دهستان روستای بختیار است.